# ヴィクトリア・パリス
ヴィクトリア・パリス（Victoria Paris、1960年11月22日 - 2021年 8月10日）は、アメリカ合衆国出身のポルノ女優。本名シェイラ・ヤング (Sheila Young)。

## 経歴
モンタナ州立大学を卒業後、1987年にロサンゼルスに居住し、会社秘書を勤める。その後、いわゆる「泥レス」のパフォーマー等を経て、「ハスラー」「ハイソサエティ」「ペントハウス」各誌でヌードモデルとしてデビューした。
ハードコア・ビデオ作品のデビューは1989年。以後、100を越える作品に出演した。
2021年8月10日、アイダホ州レックスバーグの自宅で乳がんで死去。

## 受賞
- 1990年 - AVN最優秀新人賞
- 1997年 - AVN殿堂顕彰